# 阿尔赛 (维埃纳省)
阿尔赛（法語：Arçay，法語發音：[aʁsɛ]）是法国新阿基坦大区维埃纳省的一个市镇，属于沙泰勒罗区。

## 地理
阿尔赛（46°58'7"N, 0°0'50"E）面积14.05 平方千米，位于法国新阿基坦大区维埃纳省，该省份为法国中西部省份，北起曼恩-卢瓦尔省和安德尔-卢瓦尔省，西接德塞夫勒省，南至夏朗德省，东南接上维埃纳省，东临安德尔省。
与阿尔赛接壤的市镇（或旧市镇、城区）包括：蒙孔图尔、穆泰尔勒西利、圣朗、平原河谷镇。

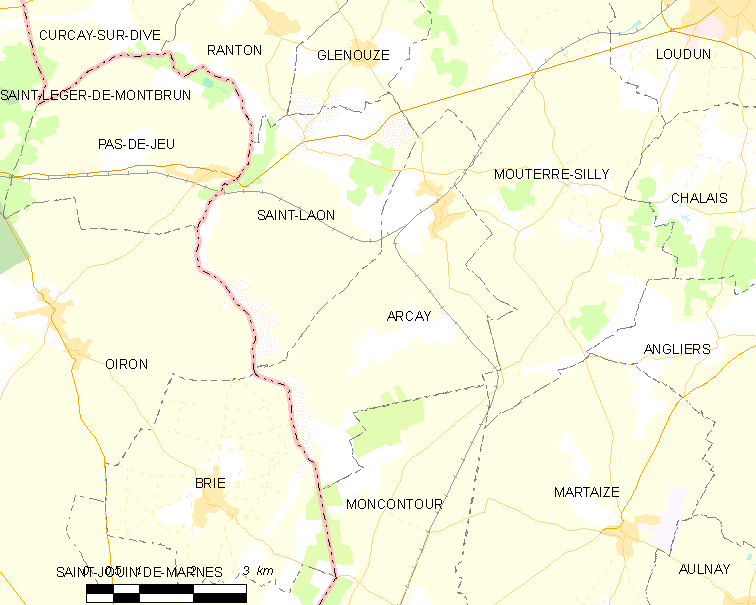
的OSM定位图

阿尔赛的时区为UTC+01:00、UTC+02:00（夏令时）。

## 行政
阿尔赛的邮政编码为86200，INSEE市镇编码为86008。

## 政治
阿尔赛所属的省级选区为卢丹县。

## 人口

1962-2008年间人口变化图示

阿尔赛于2022年1月1日时的人口数量为342人。